# Thryssa brevicauda
Thryssa brevicauda is een straalvinnige vis uit de familie van ansjovissen (Engraulidae) en behoort derhalve tot de orde van haringachtigen (Clupeiformes). De vis kan een lengte bereiken van 7 cm. 

## Leefomgeving
Thryssa brevicauda komt in zeewater en brak water voor. De vis prefereert een tropisch klimaat en leeft hoofdzakelijk in de Grote Oceaan.

## Relatie tot de mens
Thryssa brevicauda In de hengelsport wordt er weinig op de vis gejaagd. 
Voor de mens is Thryssa brevicauda ongevaarlijk.